# Списак сингапурских острва
Велики посао рекултивације током протеклог века је уклонио велики број Сингапурских природних острва и острваца, али су такође и нека нова направљена. Тренутно Сингапур има преко 60 острва, а то су:

## Природна острва
- Педра Бранка (острвце због којег су у спору са Малезијом, која га зове Пулау Бату Пути)
- Пулау Анак Буком
- Пулау Бајау
- Пулау Беркас
- Пулау Биола (острво Виолина)
- Пулау Брани
- Пулау Буаја
- Пулау Буком
- Пулау Буком Кечил
- Пулау Було
- Пулау Бусинг
- Пулау Дамар Лаут
- Пулау Демиен
- Пулау Ханту (острво Духова)
- Пулау Јонг (острво Депонија)
- Пулау Кепел
- Пулау Кетам
- Пулау Катиб Бонгсу
- Пулау Маланг Сиајар
- Пулау Палаван
- Пулау Паваи
- Пулау Пергам
- Пулау Ренгис
- Пулау Сакијанг Бендера (острво Светог Јована)
- Пулау Сакијанг Пелепа (Лазарово острво)
- Пулау Салу
- Пулау Самулун
- Пулау Саримбун
- Пулау Сатуму
- Пулау Себарок
- Пулау Секуду (острво Жаба)
- Пулау Селетар
- Пулау Селугу
- Пулау Семакау
- Пулау Сенанг
- Пулау Серангун
- Пулау Серингат
- Пулау Серингат Кечил
- Пулау Субар Дарат (Сестринско острво)
- Пулау Субар Лаут (Сестринско острво)
- Пулау Судонг
- Пулау Теконг
- Пулау Текукор
- Пулау Тембакул
- Пулау Убин
- Пулау Ујонг (Главно острво у Сингапуру)
- Пулау Улар
- Пулау Унум
- Сентоса (бивши Пулау Белаканг Мати)
- Султан Шоал

## Вештачка острва
- Јуронг острво
- Кинеска Башта - у Јуронг језеру
- Корално острво - у Сентоса заливу
- Рајско острво - у Сентоса заливу
- Бисерно острво - у Сентоса заливу
- Пулау Пунгол Барат
- Пулау Пунгол Тимор
- Јапанска Башта - у Јуронг језеру
- Пешчано острво - у Сентоса заливу
- Острво са Благом - у Сентоса заливу

## Бивша острва
- Анак Пулау - сада део Јуронг острва
- Берхала Репинг - сада део Сентосе
- Пулау Ајер Чаван - сада део Јуронг острва
- Пулау Ајер Мербау - сада део Јуронг острва
- Пулау Бакау - сада део Јуронг острва
- Пулау Дарат - сада део Сентосе
- Пулау Мерлимау - сада део Јуронг острва
- Пулау месемут Дарат - сада део Јуронг острва
- Пулау Месемут Лаут - сада део Јуронг острва
- Пулау Мескол - сада део Јуронг острва
- Пулау Песек - сада део Јуронг острва
- Пулау Песек Кецил - сада део Јуронг острва
- Пулау Саигон - дуж Сингапурске реке
- Пулау Секенг - сада део Пелау Семакау
- Пулау Сакра - сада део Јуронг острва
- Пулау Санјонгконг - сада део Пулау Теконг
- Пулау Сејахат - сада део Пулау Теконг
- Пулау Сејахат Кечил - сада део Пулау Теконг
- Пулау Семечек - сада део Пулау Теконг
- Пулау Сераја - сада део Јуронг острва
- Пулау Теконг Кечил - сада део Пулау Теконг
- Пулау Ретан Лаут - сада део Пасир Пенјанг Контејнерског Терминала на главном острву